# Brian Wilson (album)
Brian Wilson è l'omonimo primo album in studio da solista di Brian Wilson dei Beach Boys, pubblicato nel 1988 dalla Sire Records. Nel 2000, l'album è stato ristampato dalla Rhino Records con l'aggiunta di numerose tracce bonus.
L'album, che costò circa 1 milione di dollari per la sua produzione, fu il primo scritto e prodotto da Wilson fin dai tempi di The Beach Boys Love You (1977). Lavorando insieme a vari collaboratori (incluso il suo psicologo Eugene Landy), Wilson incentrò Brian Wilson sui temi dell'amore e della spiritualità, concetti esemplificati dal singolo Love and Mercy. Anche se le sessioni di registrazione del disco furono problematiche, alcuni partecipanti chiesero a Brian una dichiarazione artistica più adulta rispetto alle convenzionali canzoni pop, e quasi un quarto dell'album è occupato dalla suite musicale Rio Grande, un pezzo che aveva lo scopo di riaccendere il suo entusiasmo verso il pop sperimentale della metà degli anni sessanta e inizio settanta.

## Descrizione

### Origine e storia
Deliziato da un'esecuzione a cappella del brano On Broadway da parte di Brian durante la cerimonia di introduzione nella Rock and Roll Hall of Fame degli autori Jerry Leiber e Mike Stoller nel gennaio 1987, il presidente e fondatore della Sire Records Seymour Stein decise di mettere sotto contratto l'ex Beach Boy. Così all'inizio del 1987, Brian Wilson firmò un contratto con la Sire Records per la pubblicazione di diversi suoi album da solista; tuttavia, Brian Wilson rimase l'unico album solista di Brian Wilson pubblicato dalla casa discografica. Anticipato in aprile dal singolo Let's Go to Heaven In My Car, rivelatosi un fiasco commerciale, Wilson decise di registrare un disco di nuovo materiale. Le sessioni di registrazione, supervisionate da produttori veterani come Russ Titelman e Lenny Waronker, furono alquanto turbolente. I collaboratori di Wilson dovettero scontrarsi spesso con lo psicologo personale di Wilson, il Dr. Eugene Landy, il quale esercitava un'enorme influenza psicologica sull'ex leader dei Beach Boys. Dopo diversi mesi, Brian Wilson fu completato e pronto per la pubblicazione.

### Composizione
Il materiale di Wilson preparato per l'album fu ricavato dai precedenti cinque anni di composizioni dell'autore, risultanti in circa un centinaio di canzoni. Secondo Andy Paley: «Il mio lavoro era quello di spronarlo e di farlo lavorare... Era difficile perché era in terapia, e la cosa lo rallentava un pochino. Inoltre, era ormai un artista affermato di mezz'età e non aveva più niente da dimostrare». Come nelle precedenti collaborazioni di Wilson con i parolieri Tony Asher o Van Dyke Parks, alcune delle prime bozze dei brani derivavano in gran parte da conversazioni su qualsiasi cosa Brian avesse in mente in quel momento. Per quanto riguarda i testi, Wilson disse: «Mi piacerebbe scrivere per i giovani, perché loro capiscono cosa voglio dire con la mia musica, capiscono da dove provengo. Ma, penso che questo album piacerà a persone di venti, trenta e quarant'anni. [...] Adesso scrivo più di idee, ora. Prima, scrivevo di cose tangibili; adesso, sto scrivendo di concetti, nuovamente di canzoni d'amore. Sono tornato alle canzoni romantiche: Melt Away e Love and Mercy e One for the Boys e There’s So Many. Ci sono quattro o cinque canzoni d'amore sull'album».
Le sessioni di registrazione, per la maggior parte supervisionate dagli esperti produttori Russ Titelman e Lenny Waronker, si rivelarono problematiche. Secondo quanto riferito, i collaboratori di Wilson si sarebbero scontrati con Landy e il suo staff medico. Come spiegò Paley: «Quel tizio [Landy] diceva cose del tipo: "Brian, non credi che i testi sarebbero migliori se Alexandra li aggiustasse un po'?". E Brian rispondeva: "No, mi piacciono così come sono". Allora il tizio ribatteva: "Beh, cosa mi hai detto ieri sera quando ti ho detto che avresti potuto avere quel frullato se cambiavi il testo?". E quindi Brian diceva: "Oh, okay. I nuovi testi sono migliori di quelli vecchi"». Il dottor Landy cercava sempre di modificare i testi e gli arrangiamenti dei brani interrompendo le sedute di registrazione, e in alcuni casi arrivò a confiscare i nastri master delle tracce per ribadire il suo controllo. Secondo Paley: «Tutte le cose buone che abbiamo ottenuto da quelle sessioni sono state fatte totalmente nei ritagli di tempo rubati ... Landy controllava sempre tutto, telefonava in continuazione, praticamente non voleva mai dare un attimo di respiro a Brian. Era una seccatura e molte volte straziante perché alla fine avremmo fatto qualcosa di veramente buono se ci avessero lasciato lavorare in pace... ».
Titelman, che in precedenza aveva già lavorato con Wilson negli anni sessanta in brani quali Guess I'm Dumb e Sherry She Needs Me, fu coinvolto nel progetto dietro espresso desiderio di Wilson che voleva "svecchiare" il suono dell'album. Titelman disse: «Il mio lavoro consisteva nello stargli addosso, fargli fare cose che forse non avrebbe fatto, spero che condividessimo lo stesso gusto. In questo modo, sono stato utile, un catalizzatore. [...] Ero sensibile alle stranezze di Brian e ai suoi sentimenti su certe cose, ma dopo un certo punto lui sa cosa è buono e sa cosa fare. E anche io so cosa fare. Siamo entrambi professionisti. Quindi, se stesse andando fuori pista, gli direi "non va bene". Sono stato molto duro con lui certe volte, gli dicevo sempre quello che pensavo veramente». Landy elogiò l'impatto di Titelman sull'opera, spiegando che "[Titelman] aveva portato [Wilson] a registrare 48 tracce, anziché solo 4". Russ Titelman fece un gran lavoro nell'aiutare Brian a realizzare quanto era bella la sua musica, aiutandolo a tirare avanti. Brian non aveva più inciso da tempo, e gli serviva aiuto con le nuove tecnologie. Russ gli spiegò il funzionamento di tutto in modo semplice ed esauriente.

### Contenuti

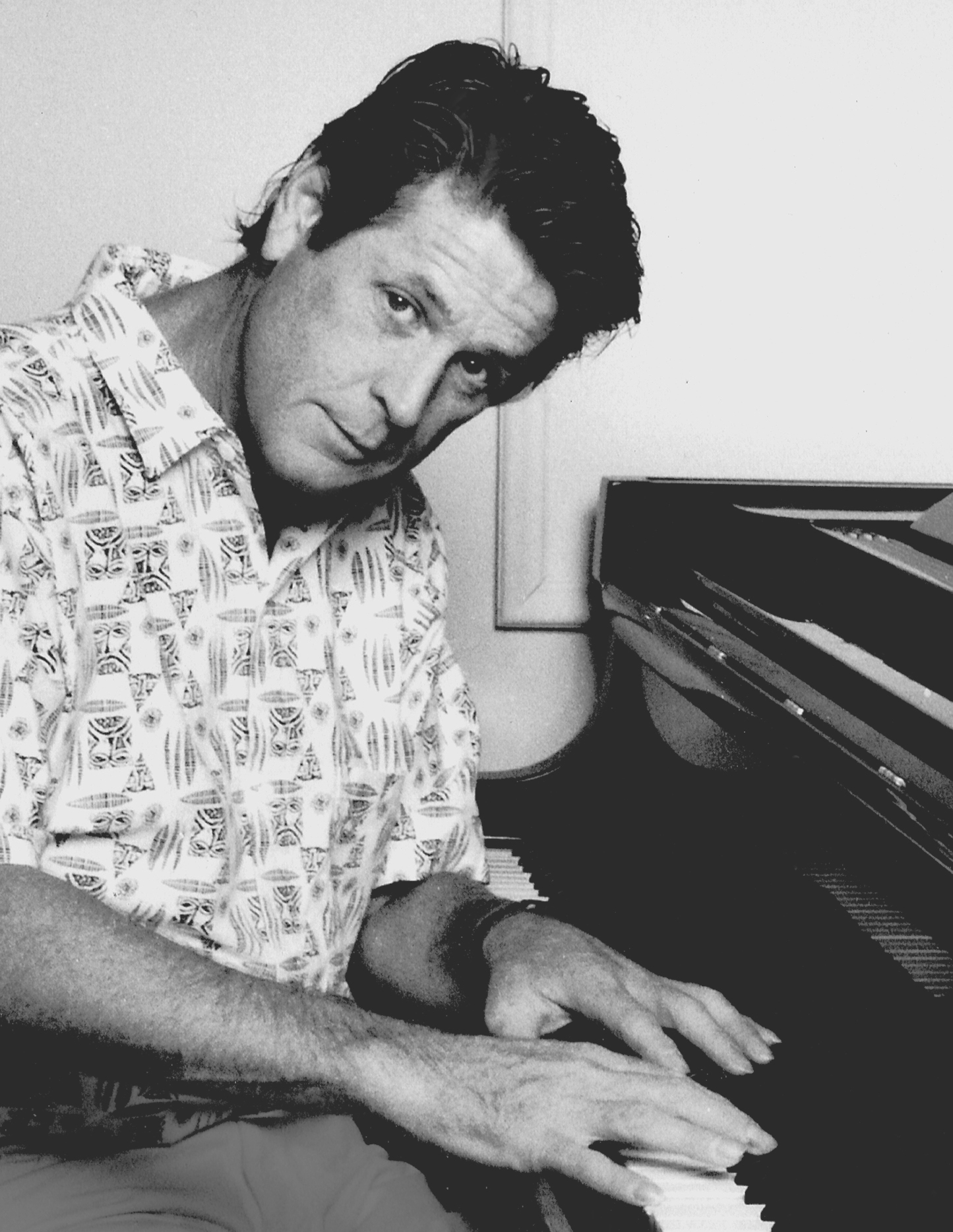
Wilson nel 1990

Love and Mercy, secondo Wilson, venne composta come una sorta di "suo messaggio personale alla gente... perché non c'è alcuna garanzia che qualcuno si svegli la mattina con qualcuno che lo ami". Sempre secondo l'autore, Love and Mercy è la canzone "più spirituale" che lui abbia mai scritto. Walkin' the Line fu scritta insieme a Nick Laird-Clowes dei The Dream Academy. Let it Shine è una collaborazione a due con Jeff Lynne della Electric Light Orchestra, altro devoto fan di Wilson che aveva appena finito di produrre l'album Cloud Nine di George Harrison (1987). Nel 2015, Lynne ricordò: 
Alcune parti di Brian Wilson risalgono a precedente materiale scritto per i Beach Boys. Il brano Baby Let Your Hair Grow Long è un seguito spirituale di Caroline, No, come spiegò lo stesso Wilson: «È, ovviamente, una canzone sessuale, una canzone sull'idea del sesso. All'inizio, quando ho scritto la melodia, ho pensato che forse doveva essere una canzone d'amore. ... La maggior parte dei testi erano romantici, ma poi ho inserito un paio di battute sessuali. E poi mi sono detto: "Aspetta un momento. Sbarazziamoci di alcuni aspetti dell'amore, degli aspetti romantici di questa canzone e inseriamo testi più sessuali... È come quando le ragazze si tagliano i capelli corti e non gliene frega niente. A volte, ... [i capelli] esemplificano la bellezza di una ragazza».
Per volere di Titelman, la suite finale della durata di 8 minuti che chiude l'album, Rio Grande, fu volutamente sviluppata come una continuazione degli esperimenti di registrazione modulari che Wilson aveva iniziato con brani come Good Vibrations e Cool, Cool Water, e presenta somiglianze con il materiale dell'abortito progetto SMiLE. Il brano racconta la storia di un uomo in fuga che vuole solo tornare a casa sua, concetto che Wilson ritiene essere "molto simbolico": «Dio non può essere concepito, quindi gli diamo un significato letterale, ed è nel cielo in modo che le persone possano capire ciò che viene detto».

### Registrazione e produzione
Quando Landy non era nei paraggi, si dice che Wilson lavorasse in studio in maniera "splendidamente veloce e precisa, spesso scrivendo ed eseguendo complessi arrangiamenti di multiple parti vocali su più strati, stando da solo davanti al microfono". Le sessioni vocali furono faticose per Brian, e gli venne assegnato un vocal coach per aiutarlo. Avendo a che fare con le nuove tecnologie di registrazione, Wilson commentò: «Lo rende più veloce, accelera un po' il processo. Abbiamo fatto questo album in modo diverso rispetto al solito. Ero solito portare un gruppo di persone in studio e produrre la band dal vivo. Ora, si fa tutto con i sintetizzatori. Ho suonato io su gran parte del disco, ma qui e là, abbiamo chiamato dei musicisti per delle parti specifiche. [...] Ci sono un sacco di ragioni per le quali mi piace lavorare di più con degli emulatori rispetto che con veri musicisti in studio». Michael Bernard, addetto alla programmazione dei sintetizzatori, chiarì il punto di vista di Wilson:
La maggior parte della lavorazione dell'album terminò entro il Natale 1987. Dopo vari mesi di operazioni di missaggio, Brian Wilson poté dirsi completato nell'aprile 1988 e pronto per la pubblicazione.

## Pubblicazione ed accoglienza
| Recensione                    | Giudizio     |
| ----------------------------- | ------------ |
| AllMusic                      | [ 10 ]       |
| Robert Christgau              | B–           |
| Entertainment Weekly          | A            |
| The Guardian                  | (favorevole) |
| MusicHound                    | [ 14 ]       |
| Rolling Stone                 | [ 15 ]       |
| The Rolling Stone Album Guide | [ 16 ]       |

Brian Wilson venne pubblicato nel luglio 1988 ricevendo recensioni favorevoli e raggiungendo la posizione numero 54 in classifica negli Stati Uniti. Dall'album furono estratti due singoli, Love and Mercy e Melt Away. Un terzo brano, Night Time venne pubblicato solo come singolo promozionale non in commercio. Anche se molto atteso, le vendite dell'album non furono esaltanti, fatto da imputarsi anche alla scarsa promozione al disco messa in atto da Wilson, all'epoca strettamente sotto controllo del controverso psicologo Eugene Landy che lo aveva in cura. Inizialmente, Landy e la sua ragazza, Alexandra Morgan, ebbero persino i loro nomi inseriti tra quelli degli autori di alcuni brani sull'album, ma dopo la causa legale che separò definitivamente Landy da Wilson nel 1991, i crediti compositivi furono rimossi.

## Tracce

### LP
Lato A
1. Love and Mercy♦ – 2:52 (Brian Wilson, Eugene E. Landy)
2. Walkin' the Line♦ – 2:37 (Brian Wilson, Eugene E. Landy, Alexandra Morgan, Nick Laird-Clowes)
3. Melt Away♦ – 2:58 (Brian Wilson, Eugene E. Landy)
4. Baby Let Your Hair Grow Long – 3:15 (Brian Wilson)
5. Little Children – 1:48 (Brian Wilson)
6. One for the Boys – 1:47 (Brian Wilson)
7. There's So Many♦ – 2:46 (Brian Wilson, Eugene E. Landy, Alexandra Morgan)

Lato B
1. Night Time♦ – 3:34 (Brian Wilson, Eugene E. Landy, Alexandra Morgan, Andy Paley)
2. Let It Shine – 3:57 (Brian Wilson, Jeff Lynne)
3. Meet Me in My Dreams Tonight – 3:05 (Brian Wilson, Andy Paley, Andy Dean)
4. Rio Grande – 8:12 (Brian Wilson, Andy Paley)

♦ Sull'album originale, Landy venne accreditato tra gli autori di queste canzoni, e anche la sua ragazza dell'epoca, Alexandra Morgan, ricevette crediti compositivi per tre di esse. Questi crediti sono stati rimossi nella ristampa dell'album pubblicata nel 2000, e sono da allora ritenuti non validi.

### CD
Edizione CD del 2000, pubblicato dalla Warner Archives/Rhino Records (R2 79960)
1. Love and Mercy – 2:55 (Brian Wilson)
2. Walkin' the Line – 2:40 (Brian Wilson, Nick Laird-Clowes)
3. Melt Away – 3:01 (Brian Wilson)
4. Baby Let Your Hair Grow Long – 3:18 (Brian Wilson)
5. Little Children – 1:50 (Brian Wilson)
6. One for the Boys – 1:50 (Brian Wilson)
7. There's So Many – 2:47 (Brian Wilson)
8. Night Time – 3:38 (Brian Wilson, Andy Paley)
9. Let It Shine – 3:59 (Brian Wilson, Jeff Lynne)
10. Meet Me in My Dreams Tonight – 3:06 (Brian Wilson, Andy Paley, Andy Dean)
11. Rio Grande – 8:16 (Brian Wilson, Andy Paley)
12. Brian Wilson on "Love and Mercy" – 2:23 – Traccia bonus - Estratto dalla Warner Bros. Electronic Press Kit (agosto 1988)
13. He Couldn't Get His Poor Old Boy to Move – 2:37 (Brian Wilson, Lindsey Buckingham) – Traccia bonus - Prodotto da Brian Wilson e co-prodotto da Lindsey Buckingham, mixato da Mark Linett al Ground Control il 29 aprile 1988, pubblicato al lato B come singolo Sire Records #27814 il 1º luglio 1988
14. Being with the One You Love – 2:36 (Brian Wilson) – Traccia bonus - Prodotto da Brian Wilson, mixato da Mark Linett al Ground Control il 16 aprile 1988 e pubblicato al lato B come singolo Sire Records #27694 il 19 gennaio 1989
15. Let's Go to Heaven in My Car – 3:40 (Brian Wilson, Gary Usher) – Traccia bonus - Prodotto da Brian Wilson, mixato da Toby Wright al One on One Studios il 19 marzo 1987, pubblicato come singolo Sire Records #28350 l'8 aprile 1987
16. Too Much Sugar – 2:38 (Brian Wilson) – Traccia bonus - Prodotto da Brian Wilson, mixato da Toby Wright al One on One Studios il 19 marzo 1987, pubblicato come singolo Sire Records #28350 l'8 aprile 1987
17. There's So Many (demo) – 1:54 (Brian Wilson) – Traccia bonus - Demo registrato nel 1979
18. Walkin' the Line (demo) – 2:52 (Brian Wilson) – Traccia bonus - Prodotto da Brian Wilson e Gary Usher al House of Usher (27 agosto 1986) remixato da Mark Linett nel febbraio 2000
19. Melt Away (early version - alternate vocal) – 2:03 (Brian Wilson) – Traccia bonus - Registrato e mixato da Mark Linett al Ground Control nell'ottobre 1987 - novembre 1987
20. Night Time (instrumental track) – 4:05 (Brian Wilson, Andy Paley) – Traccia bonus - Registrato e mixato da Mark Linett al Ground Control nel dicembre 1987 - gennaio 1988
21. Little Children (demo) – 2:01 (Brian Wilson) – Traccia bonus - Demo registrato nel 1983 e remixato da Wayne Erwin nell'ottobre 1999
22. Night Bloomin' Jasmine (demo) – 2:20 (Brian Wilson) – Traccia bonus - Demo registrato il 22 agosto 1979 e remixato da Mark Linett nell'ottobre 1999
23. Rio Grande (early version - compiled rough mixes)) – 6:07 (Brian Wilson, Andy Paley) – Traccia bonus - Registrato e mixato da Mark Linett al Ground Control (12 e 13 ottobre 1987)
24. Brian on "Rio Grande" – 1:20 – Traccia bonus
25. Brian on "The Source" – 1:05 – Traccia bonus - Estratto dalla Warner Bros. Electronic Press Kit (agosto 1988)
26. Brian's Farewell – 0:55

## Formazione
- Brian Wilson – voce, pianoforte, organo Hammond, campane tubolari, glockenspiel, vibrafono

Musicisti aggiuntivi
- Jeff Lynne – basso, chitarra, tastiera
- Rob Mounsey – chitarra, pianoforte, guitar synth
- Robbie Kilgore – tastiera, programmazione
- Elliot Easton – chitarra
- Michael Bernard – batteria, sintetizzatore
- Jeff Bova – tastiere
- Frank Marocco – fisarmonica
- Jimmy Bralower – batteria elettronica
- Andy Dean – percussioni, campane, vibrafono
- Tris Imboden – batteria
- Steve Lindsey – tastiera, programmazione, sintetizzatore
- Andy Paley – chitarra, cori, basso, armonica a bocca, percussioni
- Dean Parks – chitarra
- Bob Riley – drum machine
- Philippe Saisse – sintetizzatore, programmazione
- Carol Steele – percussioni
- Todd Herreman – sintetizzatore, programmazione
- Baystate Bluegrass Band – chitarra acustica, banjo, mandolino
- Robbie Condor – sintetizzatore, programmazione
- Tony Salvage – violino, sega
- Harry Kim – tromba
- Stewart Blumberg – tromba
- Lance Buller – tromba
- Larry Williams – sax
- Jay Migliori – sassofono baritono
- Hyman Katz – flauto, ottavino
- Michael Andreas – flauto, sax
- Dr. Eugene E. Landy, Terence Trent D'Arby, Christopher Cross – cori